# Tagebuch einer Nymphomanin
Tagebuch einer Nymphomanin ist ein spanisches Erotik-Drama aus dem Jahr 2008. Die Literaturverfilmung basiert auf dem gleichnamigen autobiografischen Roman von Valérie Tasso.

## Handlung
Auf Empfehlung ihrer geliebten Großmutter Marie Tasso beginnt Valérie ein Tagebuch über ihre sexuellen Erlebnisse zu führen. So hatte sie am 17. Juli 1993 um 2 Uhr morgens im Alter von 15 Jahren während der Sommerferien mit dem jungen Edouard ihr erstes Mal. Obwohl sie nichts dabei fühlte und sich eher schämte, merkte sie auch, dass ihr etwas fehlte, sodass sie zu ihm zurückkehrte, um so oft wie möglich mit ihm zu schlafen. Dabei begann sie zu entdecken, ihren Körper als Mittel zur Kommunikation zu nutzen.
Nun lebt sie 14 Jahre später in Barcelona und pflegt außer zu ihrer Großmutter Marie Tasso und ihrer besten Freundin Sonia keine innigen Beziehungen. Vielmehr hat sie regelmäßig Geschlechtsverkehr mit wechselnden Männerbekanntschaften. Sie lässt sich von dem attraktiven Muslim Hassan verführen und pflegt eine Sexbeziehung zu dem liierten Alex. Als dieser allerdings immer weniger mit ihrem sexuellen Appetit klarkommt, trennt er sich von ihr. Obwohl sie gegenüber Sonia immer ihr Singledasein verteidigte, fühlte sie plötzlich Einsamkeit und Stille, die sie nur mit wildem Sex mit einem Unbekannten auf dem Bürgersteig füllen kann. Als sie ihren Job verliert, erkrankt ihre Großmutter auch noch. Sie reist zu ihr, beichtet ihr ihre Nymphomanie und darf sich noch den gut gemeinten Ratschlag anhören, sich selbst zu akzeptieren, sich für niemanden zu verbiegen und nie etwas im Leben verpassen, was man will. Schließlich stirbt Marie Tasso und Valérie verliert mit ihr den einzigen Menschen, der sie je verstand.
Nach einem Bewerbungsgespräch mit Jaime wird sie von ihm zum Essen eingeladen. Obwohl sie den Job nicht bekommen hat, ist er stark an ihr interessiert. Sie verliebt sich ebenfalls in ihn. Beide verbringen eine interessante Zeit miteinander. Zur Überraschung Valéries vollkommen ohne Sex. Vielmehr genießt sie ihre Gefühle und sieht sich zum ersten Mal als normale Frau. Erst nach langer Zeit schlafen sie miteinander, was zu einer kurzen zweiminütigen Enttäuschung wird. Trotzdem will sie nicht aus ihrem Traum aufwachen, sodass sie sich auf die Liebe konzentriert. Er überschüttet sie mit Geschenken und mit ihm braucht sie einfach nicht mehr an Sex mit anderen Männern denken. Als sie schließlich bald einen Job bei der Modefirma des homosexuellen Harry findet, wird Jaime plötzlich eifersüchtig und aus ihrem Traum wird ein Alptraum. Zwischen all den aggressiven Eifersüchteleien zeigt er immer wieder seine nette und herzliche Art, wobei er immer schlechter mit Valérie umgeht. Nachdem er sich mehrfach bei ihr entschuldigt und sie schließlich erneut demütigt, treibt sie ihr Kind ab und zieht völlig verschuldet zurück in ihre Wohnung. Emotional völlig am Ende steht ihr nur noch Sonia bei.
Schließlich erkennt Valérie, dass sie seit Monaten keinen Orgasmus mehr hatte und fängt in einem Bordell an zu arbeiten. Gegenüber den meisten Prostituierten hat sie mit dem vielen Sex und den unterschiedlichsten Männern kaum Probleme. Sie genießt die Abwechslung und verliebt sich in den jungen Italiener Giovanni, der ihr auch seine Liebe zeigt. Nur will Pedro, ein anderer Stammgast von ihr, unbedingt, dass sie sich in ihn verliebt. Er würde alles für sie tun. Nur will sie nicht, sodass er sie nach der Abweisung vergewaltigt. Daraufhin will sie aufhören. Weil Giovanni sie allerdings für sich und einen Freund, gemeinsam mit der Prostituierten Mae, bestellt, geht sie auf sein Zimmer. Doch zu ihrer Überraschung nimmt er Mae und lässt sie einfach gehen. Als schließlich auch noch die Prostituierte Cindy stirbt, will Valérie wirklich aufhören. Nur hat sie mit dem behinderten Íñigo einen letzten Gast. Der Gelähmte erzählt ihr, dass sie jeden Tag so intensiv wie möglich leben solle. Also fasst sie endlich genügend Kraft, hört auf als Prostituierte zu arbeiten, bedankt sich bei ihrer besten Freundin Sonia für all das, was sie für sie getan hat und beschließt endlich auch wieder dem Rat ihrer Großmutter zu folgen, nie im Leben etwas zu entbehren, was man selbst will.

## Hintergrund
Der Film feierte seine Weltpremiere, als er am 17. Oktober 2008 in die spanischen Kinos kam. In deutscher Sprache wurde er am 16. August 2012 auf DVD und 28. April 2013 auf Blu-ray Disc veröffentlicht. Die deutschsprachige Fernseherstausstrahlung war am 15. Mai 2013 auf Tele 5.
Weil das Filmplakat einen nackten Oberschenkel, Bauch und schwarze Reizwäsche zeigte, weigerten sich die städtischen Fahrbetriebe von Madrid wegen „zweifelhafter Legalität“ und „unentgeltlich provokativ“ diese an ihren Bushaltestellen aufzuhängen. Regisseur Molina sprach von Zensur, die Hauptdarstellerin Fabra meinte, dass das „Problem politisiert wurde und dadurch genügend Aufsehen“ für einen Skandal schuf.

## Kritik
„Erotikfilm der ernsthafteren Art, der neben geschmackvoll inszenierten Schlafzimmerszenen auch eine Geschichte erzählt und sich dabei auf ein gewisses darstellerisches Talent verlassen kann.“

„Nach dem 2003 erstmals erschienenen autobiografischen Bestseller der franzözisch-spanischen Autorin Valérie Tasso […] inszenierte Regisseur Christian Molina diesen Erotikfilm […] zwar sehr freizügig, aber gegen Ende auch reichlich kitschig in Szene setzte. Die attraktive Spanierin Belén Fabra […] gibt sich zwar die größte Mühe als Titelheldin, doch auch viel nackte Haut kann nicht über die inszenatorischen Brüche und zum Teil klischeehaften Figurenzeichnungen hinwegtäuschen.“

„Näher an ‚Emmanuelle‘ als an ‚Belle de Jour‘, besticht der Kopulationsreigen durch Freizügigkeit, Hochglanzoptik und bedeutungsschwangeres Geschwurbel.“

## Auszeichnungen (Auswahl)
Gaudí Award 2009
- Beste Hauptdarstellerin: Nominierung für Belén Fabra
- Beste Nebendarstellerin: Nominierung für Llum Barrera
- Bester Schnitt: Nominierung für Luis de la Madrid

## Deutsche Produktion
Die deutsche Fassung wurde von TV+Synchron Berlin produziert.